# Dzeren
Dzeren nebo také gazela středoasijská (Procapra gutturosa) je druh sudokopytníka žijící ve stepích Mongolska, Sibiře a Číny. Živí se převážně travou, dokáže běžet rychlostí až 65 km/h a skákat do dvoumetrové výšky.
Dosahuje výšky v kohoutku 55–80 cm, délky 100–150 cm a hmotnosti 20–40 kg, ocas měří okolo 10 cm. Samci bývají zpravidla větší než samice. Srst má pískovou barvu na hřbetě a bocích a bílou na břiše, samcům rostou na hlavě rohy lyrovitého tvaru, dlouhé okolo 20 cm. Po březosti trvající 185 dní vrhne samice jedno až dvě mláďata. Pohlavní dospělosti dosahuje dzeren ve věku 1,5 až 2 roky, dožívá se sedmi let.
Dzeren je málo dotčený taxon, jeho populace se odhaduje na 400 000 jedinců. V době migrace za potravou vytváří velká stáda: za velkého sucha v roce 2007 bylo pozorováno na jednom místě zhruba 250 000 kusů.
Čínským vědců se podařilo dzerena úspěšně naklonovat.